# Kundalini-yoga
Kundalini-yoga is een yogavorm. Het wordt beoefend als een manier om de latente kracht van het zenuwstelsel (kundalini) op te wekken door zich op energiecentra (chakra's) te concentreren. Hierbij gebruikt men dynamische lichaamsoefeningen gecombineerd met verschillende ademtechnieken, vooral met de vuuradem oftewel de Kapalabhati. De adem neemt een centrale plaats in.
Kundalini-yoga wordt ook wel de yoga van het bewustzijn genoemd. Met een regelmatige beoefening van kundalini-yoga zou men zich bewust worden van zijn mens-zijn; het bewustzijn van iemands eigen acties en de gevolgen ervan. Vervolgens zou men met het verworven bewustzijn beter communiceren vanuit het hier en nu.
Van kundalini-yoga wordt beweerd dat het heel direct inwerkt op zowel het zenuwstelsel als het klierensysteem van de mens, waardoor men het effect van de oefeningen meteen aan den lijve zou ervaren in de vorm van toegenomen ontspanning, vitaliteit en alertheid. Beoefenaars beschouwen kundalini-yoga als de krachtigste vorm van yoga.

## Harbhajan Singh Khalsa
Yogi Bhajan (Harbhajan Singh Khalsa) introduceerde de authentieke kundalini-yoga in het Westen. Volgens zijn leer brak de eeuwenoude code van geheimhouding en ging in het openbaar lesgeven. Yogi Bhajan is geboren in 1929 in India. Zijn spirituele reis begon op zijn zevende jaar en op zijn zestiende werd hij door zijn leraar erkend als meester in de kundalini-yoga. Hij stond ook bekend als de Mahan Tantric, de enige ter wereld die de Witte Tantra mocht onderwijzen. Hij overleed in 2004. Het is de missie van zijn organisatie 3HO om "de uitoefening van de lifestyle, yoga en meditatie in de kundalini-yoga te delen.